# Sertãozinho (São Paulo)
Sertãozinho is een gemeente in de Braziliaanse deelstaat São Paulo. De gemeente telt 126.887 inwoners (schatting 2022).

## Aangrenzende gemeenten
De gemeente grenst aan Barrinha, Dumont, Jaboticabal, Jardinópolis, Pitangueiras, Pontal en Ribeirão Preto.

## Geboren
- Ilson de Jesus Montanari (1959), geestelijke
- Éder Militão (1998), voetballer
- Hélio Júnio Nunes de Castro, "Helinho", (2000), voetballer